# Il Parnasso in festa

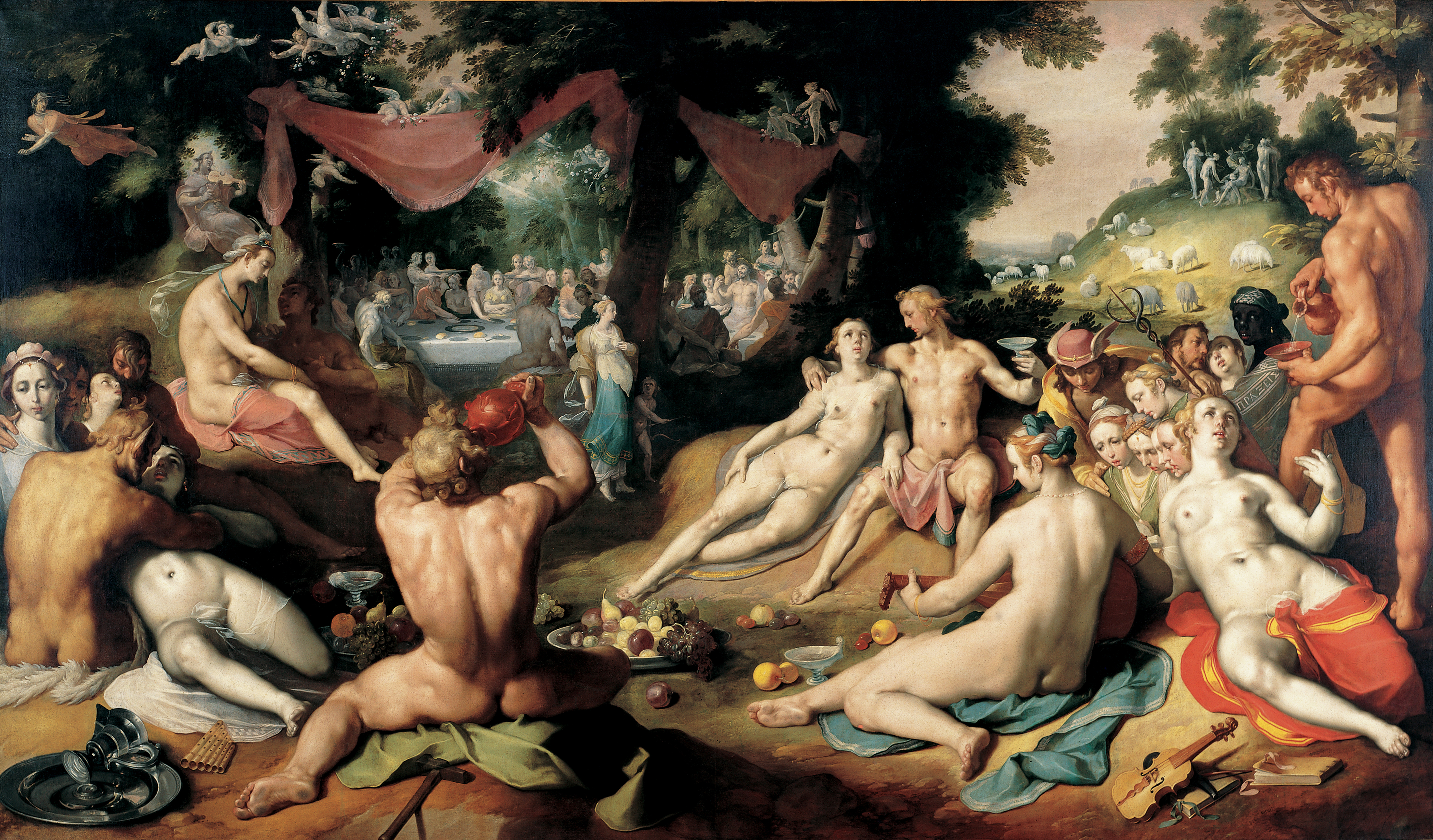
Les noces de Thétis et Pélée

Pour les articles homonymes, voir Parnasse.
Il Parnasso in festa, per li sponsali di Teti e Peleo (« Le Mont Parnasse en fête pour célébrer les noces de Thétis et de Pélée », HWV 73),  est une « festa teatrale » composée par Georg Friedrich Haendel, une œuvre pouvant aussi être qualifiée de « serenata », forme musicale à mi-chemin entre la cantate et l'opéra italien, conçue comme divertissement pour célébrer une fête royale, ou une occasion festive particulière. 

## Présentation
L'œuvre a été écrite pour célébrer le mariage d'Anne, Princesse Royale d'Angleterre et du Prince Guillaume d'Orange. Il Parnasso in festa a été présenté pour la première fois à Londres, au King's Theatre le 13 mars 1734 et a été répété cinq fois. Le livret (en italien) est d'un poète anonyme. Il Parnasso in festa peut être regardé comme un pasticcio : sa musique est un large réemploi de celle de l'oratorio Athalia (alors pas encore joué à Londres) avec cependant quelques airs nouveaux principalement dans la troisième partie.  
Il a connu un tel succès lors de sa première londonienne que, bien que conçu pour une présentation unique à l'occasion du  mariage royal, Il Parnasso in festa a été repris par Haendel sur plusieurs saisons suivantes,.

## Distribution

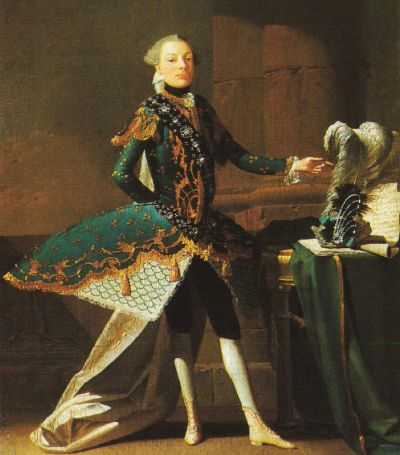
Carlo Scalzi, créateur du rôle d'Orphée dans Il Parnasso in festa

| Personnages                      | Registre              | Création, 13 mars 1734 |
| -------------------------------- | --------------------- | ---------------------- |
| Apollon                          | mezzo-soprano castrat | Giovanni Carestini     |
| Clio                             | soprano               | Anna Maria Strada      |
| Orphée                           | soprano castrat       | Carlo Scalzi           |
| Calliope                         | mezzo-soprano         | Margherita Durastanti  |
| Cloris, une chasseresse          | contralto             | Maria Caterina Negri   |
| Euterpe                          | soprano               | Rosa Negri             |
| Mars                             | basse                 | Gustavus Waltz         |
| Chœur des nymphes et des bergers |                       |                        |

## Argument

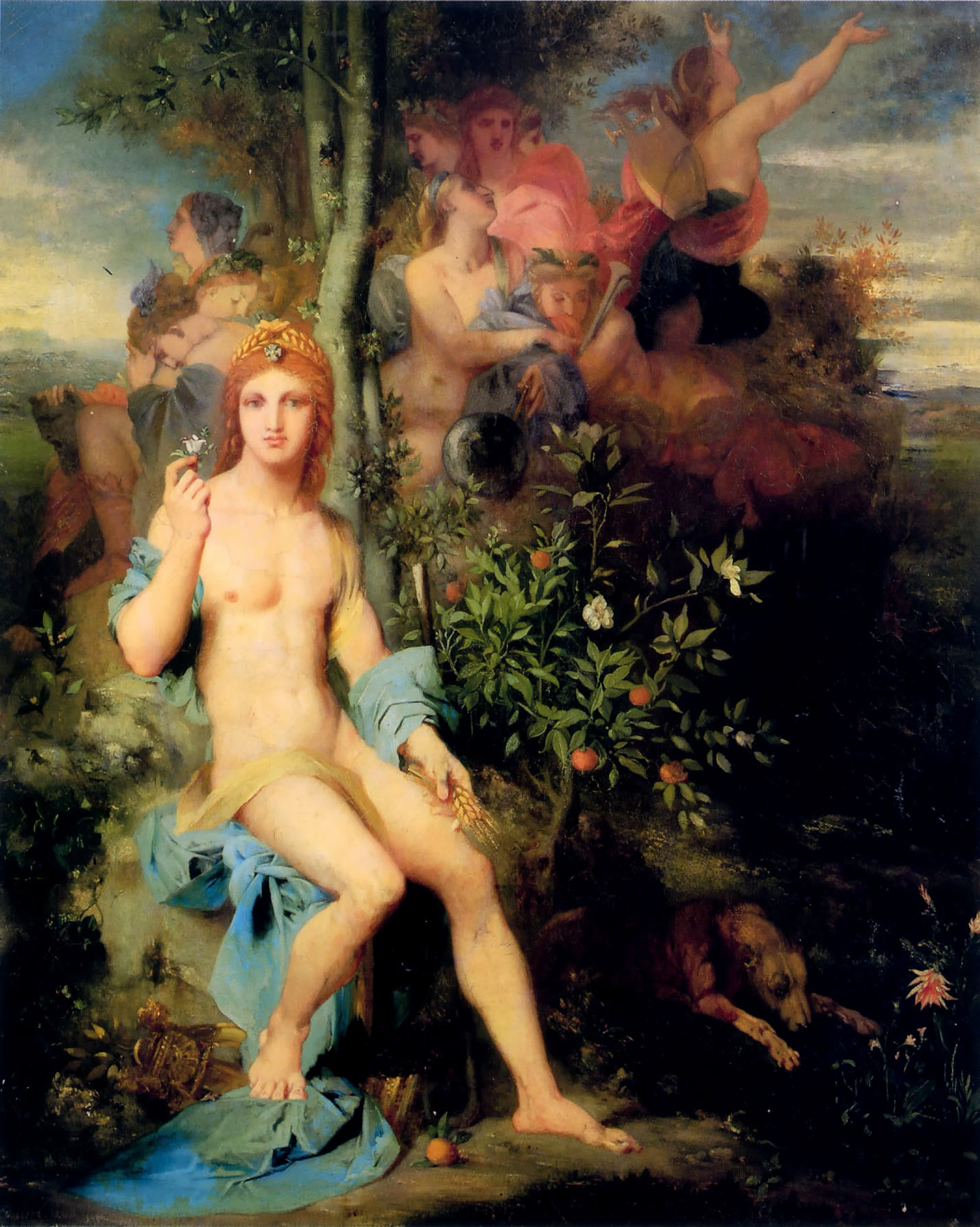
Apollon et les neuf Muses par Gustave Moreau

La scène se passe sur le Mont Parnasse, lieu de rassemblement habituel d'Apollon et des Muses, qui est décoré pour la fête. Il n'y a pas, à proprement parler, d'action, si l'on compare à un opéra ; en lieu et place, on assiste à l'entrée successive des protagonistes. Ils chantent les louanges de l'amour et célèbrent ensemble, par leurs chants et leurs danses, les noces de la néréide Thétis, fille du dieu marin Nérée avec le héros thessalien Pélée, prince de Phthie.    

### Première partie
La scène représente le Mont Parnasse, où les Muses et Apollon, le dieu des arts et du soleil, sont rassemblés pour célébrer le mariage du mortel  Pélée avec la nymphe de la mer Thétis. Orphée, qui est le fils d'Apollon et surtout un musicien de légende arrive pour participer aux festivités. Clio, la muse de l'Histoire, rappelle à Apollon un épisode de sa propre vie amoureuse lorsque, s'étant épris de la nymphe Daphné, il la poursuivit avec concupiscence, mais que cette dernière supplia les dieux d'être épargnée et fut alors transformée en laurier. Quelque peu embarrassé par cette évocation, Apollon invite toute l'assistance à se joindre à lui pour boire en l'honneur de Bacchus.  Mars, le dieu de la Guerre invite toute l'assemblée à entonner une chanson à boire et Clio s'y joint elle-même jusqu'à l'ébriété pour le plus grand amusement de sa sœur Calliope, mère d'Orphée et muse de la Poésie épique, ainsi que des choristes.

### Deuxième partie
Les muses chantent à leur tour le génie d'Orphée pour l'expression musicale. Cependant, Orphée est lui-même inconsolable de la perte définitive de son épouse adorée, Eurydice. Il était descendu dans le monde souterrain pour l'arracher à la mort, mais l'avait perdue une seconde fois pour n'avoir pas su résister à l'envie de la revoir avant d'être tous les deux sortis des enfers comme le lui avait commandé le maître des lieux infernaux, et pour l'avoir regardée avant d'avoir rejoint le monde des vivants.  Apollon et les muses disent à Orphée que son amour pour Eurydice inspirera encore toutes les générations futures, et que le couple royal formé par Thétis et Pélée sera la bénédiction de toute la terre.Apollon commande aux Tritons de souffler dans leurs conques, représentées dans l'orchestre par des cors, pour annoncer et ouvrir les festivités nuptiales.

### Troisième partie

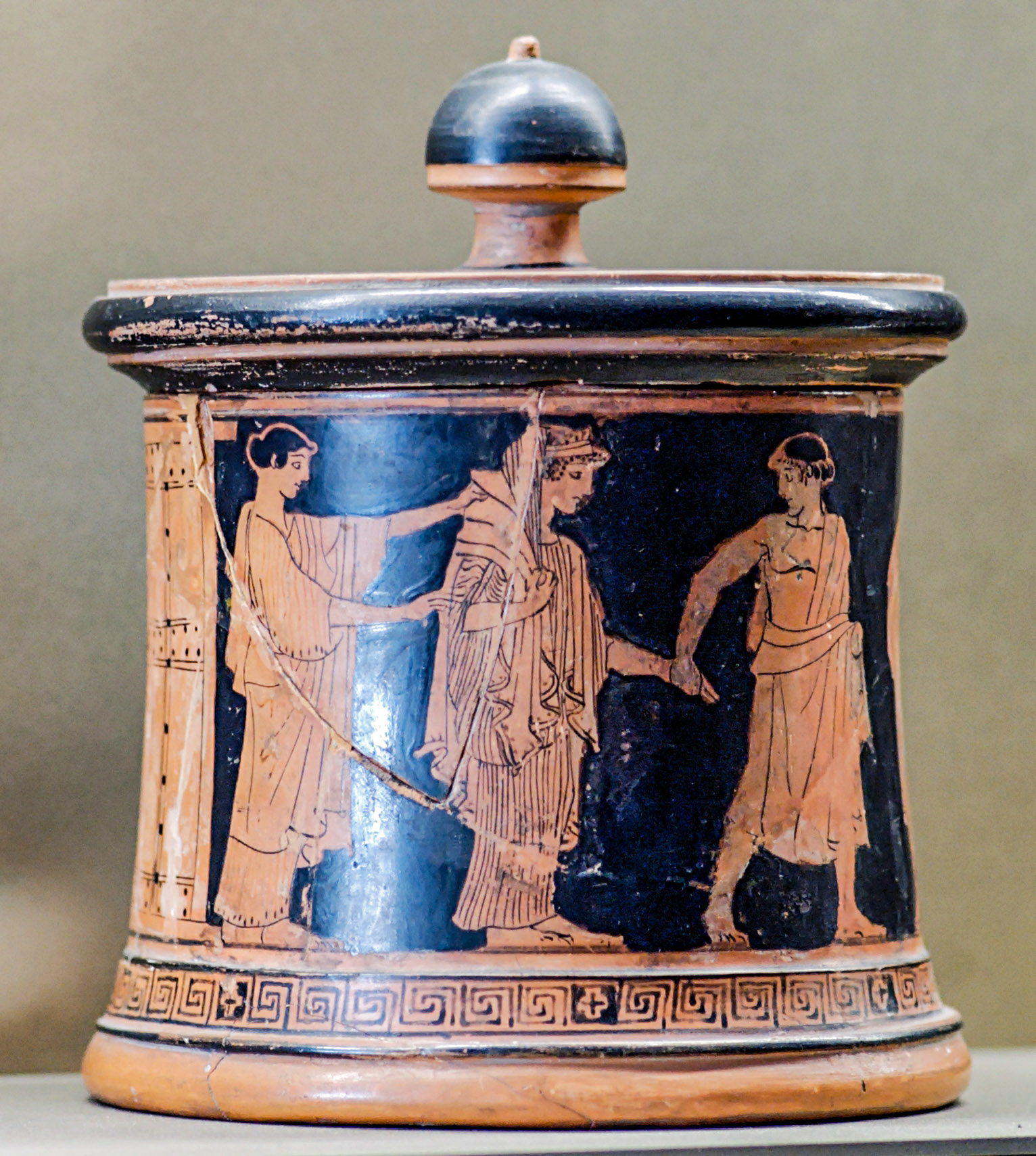
Pélée et Thétis, Musée du Louvre

Dieux et muses, nymphes et bergers s'unissent à la célébration des noces de Thétis et de Pélée, souhaitant longue vie aux jeunes mariés, formant le souhait qu'ils soient pour le monde entier un exemple de vertus et prophétisant qu'ils seront les ancêtres d'une lignée de héros. Jupiter lui-même, c'est ce qu'affirme le chœur, proclame que le couple royal vivra heureux pour toujours.

### Interprétation
- 2017 : Il Parnasso in festa dirigé par Andrea Marcon, Pentatone (n° de catalogue : 5186643) avec Kangmin Justin Kim.